# Baluarte de la Candelaria (Cádiz)
El Baluarte de la Candelaria es una fortificación de Cádiz (Andalucía, España) de la Edad Moderna. Es Bien de Interés Cultural.

## Historia
Aprovechando una elevada punta de tierra, fue construido en 1672 por iniciativa del gobernador de la plaza Diego Caballero de Illescas. Protegido por un resistente muro que hace de rompeolas, con sus cañones se dominaba el canal de acceso al puerto.
Ha sido cuartel, maestranza de ingenieros y palomar del servicio colombófilo del Ejército. Rehabilitado, actualmente se utiliza como espacio cultural. Se pensó construir un Museo del Mar en dicha sede y se reinauguró con ese nombre. Posteriormente se dejó como sede permanente de exposiciones.